# ری-ولت
ری ولت بازی ماشین‌های اسباب بازی کنترل از راه دور است که در سال ۱۹۹۹ توسط شرکت اکلیم اینترتیمنت عرضه شد. به دنبال آن نسخه‌های دیگر این بازی سازگار با پلی استیشن، رایانهٔ خانگی، نینتندو ۶۴، سگا دریم‌کست و همچنین نسخهٔ تناقصی برای پلی استیشن ۲ ساخته شد. شرکت تولیدکنندهٔ بازی قصد داشت نسخه‌ای سازگار با ایکس‌باکس تولید کند که این کار با شکست روبرو شد.

## ساختار بازی
این بازی دارای ۲۸ خودرو و ۱۴ زمین مسابقه که خود شامل زمینهایی برای حرکات نمایشی است، می‌باشد. در این بازی خودروها از روی نوع سوخت آن‌ها به سه دستهٔ الکتریکی، درونسوز (سوخت فسیلی) و سوخت ویژه تقسیم می‌شوند. در این بازی، بازیکن باید با خودروی خود در زمین‌های بازی که به صورت پیست هستند عبور، و در رقابت با دیگر خودروها مقام بهتری کسب کند.
برای رقابت در هر مرحله به خودروهایی با سطح کیفی خاصی نیاز است. از نظر کیفی خودروها به پنج دسته تازه‌کار(Rookie)، آماتور(Amateur)، پیشرفته(Advabced)، نیمه حرفه ای(Semi-Pro) و حرفه ای(Pro) تقسیم می‌شوند.
تقسیم‌بندی مشابهی نیز برای زمین‌های بازی به صورت آسان(Easy)، عادی(Medium)، سخت(Hard) و بشدت سخت(Extreme) وجود دارد. قفل زمین‌های سختتر و خودروهای پیشرفته تر با پیروزی در قسمت جام(Tournoment) باز می‌شود.
در نسخهٔ کنسول این بازی شما در بخش مسابقهٔ ساده (Single Race) از بخش تک کاربره (Single Player) می‌توانید با ۱ تا ۳ رقیب و در نسخهٔ رایانهٔ خانگی می‌توانید ۱ تا ۱۱ رقیب بازی کنید.
در هنگام مسابقه شما با رد شدن از زیر نمادهای رعد و برق، می‌توانید سلاح‌هایی برای مقابله با رقبا بدست آورید. این سلاح‌ها عبارتنداز:
موشک، گوی فلزی، روغن، کیسه آب، برق، باتری، ستاره، تله انفجاری، تله خود انفجاری.
علارقم گذشت سال‌ها این بازی همچنان دارای محبوبیت است و خودروها و مسیرهای بسیاری طراحی و در سایت http://www.revoltrace.net جهت استفاده دوستداران این بازی قرار داده می‌شود.

## بخش زمین مسابقه‌سازی
این بازی دارای بخشی به نام Track Editor است که شما با استفاده از این بخش می‌توانید زمین مسابقه دلخواه خود را بسازید.